# Шевалье д’Арманталь
«Шевалье д’Арманталь» (фр. Le Chevalier d’Harmental) — один из первых исторических романов Александра Дюма. Опубликован в газете «Ле Сьекль» с 28 июня 1841 по 14 января 1842 гг. На его основе создана одноимённая пьеса.

## Сюжет
Канва романа основана на реальных исторических событиях. Действие романа начинается 22 марта 1718 года и Молодой дворянин шевалье Рауль д’Арманталь волею судеб оказывается втянут в заговор герцогини Мэнской (жены незаконнорождённого сына короля Людовика XIV) против регента Франции при малолетнем короле Людовике XV — герцога Орлеанского. Параллельно развивается история любви Рауля и Батильды — девушки знатного рода, оказавшейся приёмной дочерью простого учителя каллиграфии.

## История создания
В 1838 году Жерар де Нерваль познакомил писателя с малоизвестным литератором Огюстом Маке. Дюма, к тому времени заслуживший репутацию знаменитого драматурга, часто исправлял неудачные пьесы начинающих авторов, — переделал пьесу Маке «Карнавальный вечер», отвергнутую директором театра Ренессанс Антенором Жоли, в «Батильду», которая была принята к постановке: премьера состоялась 14 января 1839 года. 
Маке, окрылённый успехом, предложил Дюма набросок романа из эпохи регентства «Добряк Бюва» о заговоре Челламаре. Дюма принял участие в переработке романа, который получил название «Шевалье д’Арманталь» и был принят к публикации газетой «Ле сьекль», имевшей право на все произведения Дюма. По настоянию главного редактора газеты не способное привлечь читателей имя Маке при публикации было опущено. По своему историческому фону и действующим лицам к этой книге примыкает роман Дюма «Дочь Регента» (1844), действие которого также происходит в эпоху регентства.
Джордж Сейнтсбери охарактеризовал роман как «обычно причисляемый к шедеврам [Дюма]»; Сам Дюма чувствовал, что у него есть как сильные, так и слабые стороны. Ричард Стоу, биограф Дюма, назвал его лучшим из романов автора, действие которых происходит во времена правления Людовика XV.
Часть романа, посвященная улице под названием «фр. rue du Temps-Perdu» (улица Потерянного времени), возможно, вдохновила Марселя Пруста назвать свой роман «À la recherche du temps perdu» (В поисках утраченного времени).

## Реальные исторические личности
- герцогиня дю Мэн
- герцог де Ришельё
- герцог Сен-Симон
- маркиз де Сент-Олер
- маркиз де Лафар
- маркиза де Ментенон
- мадмуазель де Валуа
- герцогиня Беррийская
- кардинал де Полиньяк
- господин де Малезье[фр.]
- госпожа де Лонэ
- князь Челламаре
- регент Филипп Орлеанский
- мать регента Елизавета Шарлотта
- архиепископ Дюбуа
- епископ Нантский де Трессан[фр.]
- епископ Фрежусский Флёри
- аббат Шольё
- мессир Вуайе д'Аржансон
- маркиз де Помпадур[пол.]
- мадам де Сабран[англ.]
- мадам де Парабер[англ.]
- маршал де Вильруа
- маршал де Виллар
- король Людовик XIV
- король Людовик XV
- поет Лагранж-Шансель
- библиотекарь Жан Бюва[фр.]

## Адаптации
- Шевалье д’Арманталь - пьеса Александра Дюма.
- В 1896 году Андре Мессаже написал по мотивам романа одноимённую оперу[англ.].
- 1927 — Граф де Маравилас / El conde de Maravillas, Испания, режиссёр Хосе Бучс[исп.]
- 1966 — Шевалье д’Арманталь / фр. Le Chevalier d'Harmental — мини-сериал, Франция, режиссёр Жан-Пьер Декур.
- 1977 — Похищение регента: Шевалье д’Арманталь / L'Enlèvement du régent: Le Chevalier d'Harmental — телефильм, Франция, режиссёр Жерар Верже.
- В серии комиксов Classics Illustrated под номером 158 (1960 год), была выпущена адаптация романа[5].